# Vorkkroon

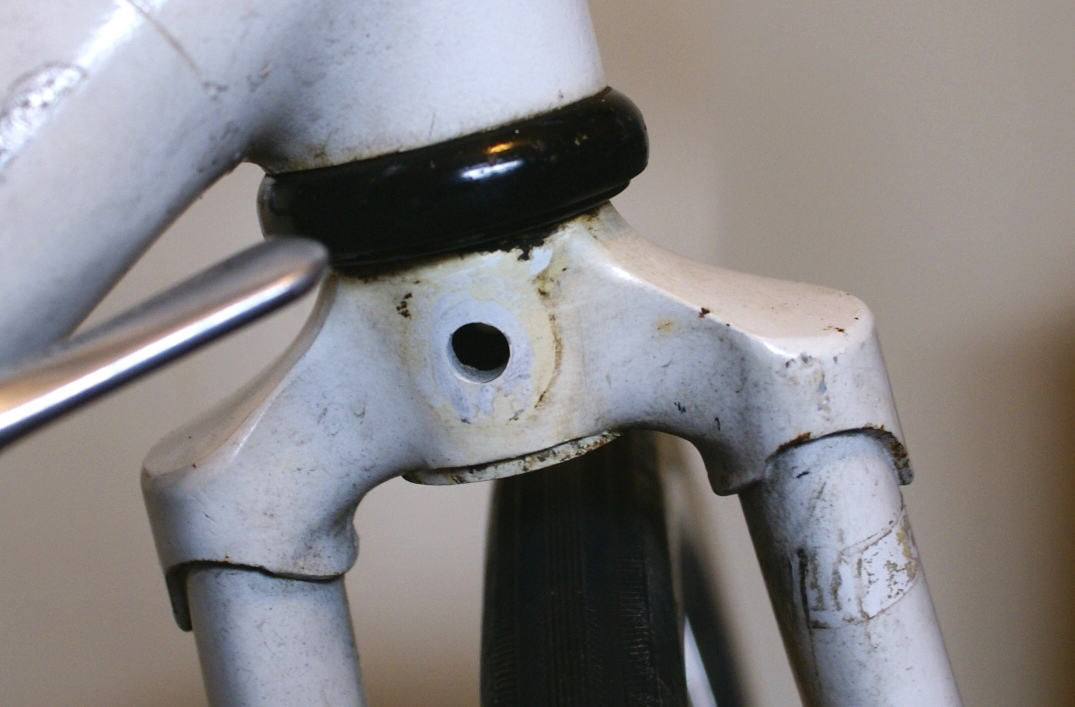
Vorkkroon van een fiets.

De vorkkroon van een fiets is het deel van de voorvork waar aan de ene kant beide vorkscheden in zijn gezet en aan de andere kant de binnenbalhoofdbuis. Vorkkronen kunnen verschillende vormen hebben.
Er zijn ook voorvorken die geen vorkkroon hebben (ook wel aangeduid uit de Engelse taal als unicrown). Bij unicrown zijn de vorkscheden bovenaan omgebogen en daarna vrijwel altijd direct aan de binnenbalhoofdbuis bevestigd.

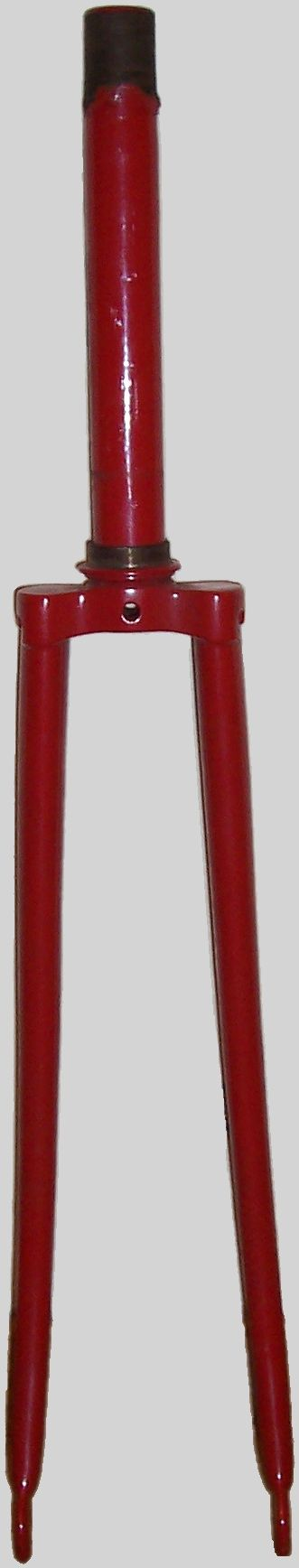
Losse voorvork met in het midden een vlakke vorkkroon. Onderaan de beide vorkscheden, bovenaan de binnenbalhoofdbuis
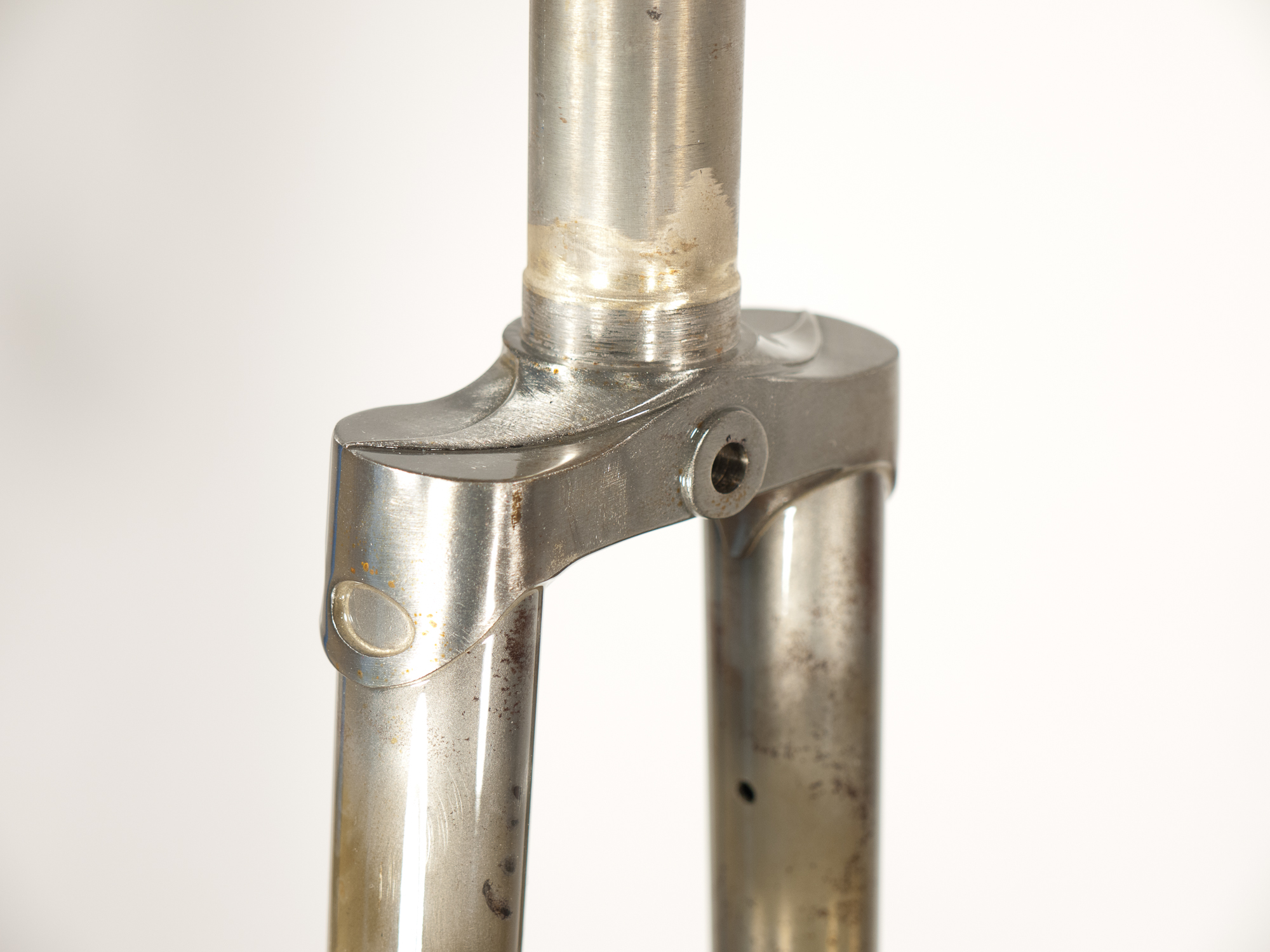
Detailfoto vorkkroon van een losse voorvork
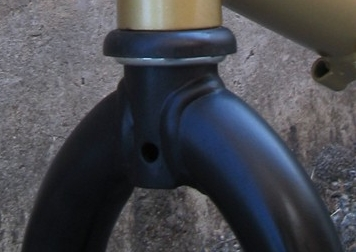
Unicrown voorvork
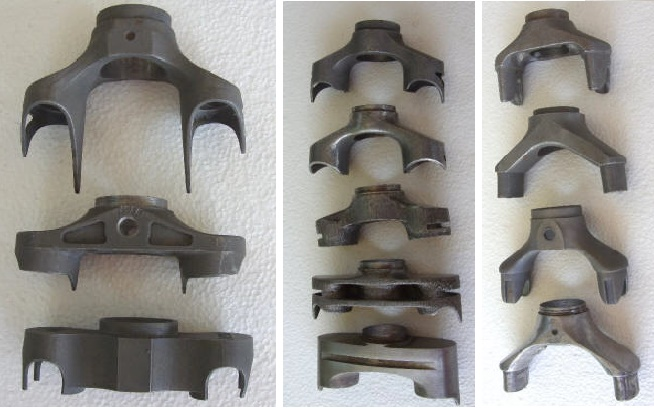
Links: sloping, semi-sloping en vlakke vorkkroon Midden: baanvorkkronen voor ronde vorkpoten Rechts: sloping vorkkronen voor inwendig solderen